# Vincenzo Malinconico, avvocato d'insuccesso
Vincenzo Malinconico, avvocato d'insuccesso è una serie televisiva italiana diretta da Alessandro Angelini nella prima stagione e da Luca Miniero nella seconda stagione, trasmessa in prima serata su Rai 1 dal 20 ottobre 2022, con protagonista Massimiliano Gallo. È tratta dai romanzi di Diego De Silva, editi da Einaudi, Non avevo capito niente (2007), Mia suocera beve (2010) e Divorziare con stile (2017), I valori che contano (2020), Sono felice, dove ho sbagliato? (2022) e dal racconto Patrocinio gratuito (2014).

## Trama
Vincenzo Malinconico è un avvocato di Salerno dalla carriera tutt'altro che brillante: anzi, egli dà spesso prova di non essere portato per l'avvocatura. Questo perché la sua personalità è contraddistinta da una semplicità di natura quasi fanciullesca, a dispetto della sua sensibilità che sfocia a volte in una filosofia introspettiva, non sa interpretare le situazioni né tanto meno gli stati d'animo degli altri, e quasi per autonomatismo sceglie di complicarsi la vita a causa della sua incapacità di prendere posizione. Varie volte si assume incarichi legali al di sopra delle sue possibilità già destinati a perderli in partenza.
Ormai ultra quarantenne, ha alle sue spalle un divorzio con l'ex moglie Nives dalla quale ha avuto due figli, Alagia e Alfredo; inoltre ha un buon rapporto di amicizia con Assunta, la madre di Nives nonché ex suocera di Malinconico. Nessuno di loro però, spesso involontariamente, si rende conto di quanto siano ingombranti nella vita dell'avvocato dato che assorbono sempre le sue attenzioni, tanto da impedirgli di trovare la stabilità che lui tanto cerca, specialmente quando si innamora (ricambiato) della bella e giovane avvocata Alessandra Persiano, che al contrario di lui è una persona spigliata con il senso pratico delle cose.

## Episodi
| Stagione         | Episodi | Prima TV |
| ---------------- | ------- | -------- |
| Prima stagione   | 8       | 2022     |
| Seconda stagione | 4       | 2024     |

## Personaggi e interpreti

### Personaggi principali
- Vincenzo Malinconico (stagione 1-in corso), interpretato da Massimiliano Gallo. È un avvocato d'insuccesso ed è l'ex marito di Nives, con cui, all'inizio della serie, ha ancora una frequentazione clandestina. Divorziato, due figli, piace alle donne per la sua insicurezza ma, pur intrecciando ogni volta delle relazioni significative, sembra che non riesca a realizzare una vita sentimentale compiuta.
- Alessandra Persiano (stagione 1), interpretata da Denise Capezza. È l'avvocatessa più bella e corteggiata del tribunale, innamorata di Vincenzo Malinconico. I due avranno una relazione durante la prima stagione fatta di alti e bassi. La donna non sopporta l'eccessiva presenza della famiglia di Malinconico nel loro rapporto, e si sentirà in secondo piano. Sarà il motivo per cui lei deciderà di lasciarlo.
- Amodio Tricarico (stagione 1-in corso), interpretato da Francesco Di Leva. Camorrista, segue l'avvocato da quando questi ha assunto la difesa del camorrista Domenico Fantasia, detto "Mimì 'o burzon". Svilupperà con Malinconico un rapporto di "amore-odio" durante la prima stagione. Tricarico è sinceramente affezionato all'avvocato. Nella seconda stagione, continuerà ad aiutare l'avvocato nelle sue indagini sfruttando i suoi giri "poco legali". Si scoprirà essere padre di Greta, un'affascinante ragazza tedesca che andrà a vivere con lui a Salerno durante l'Erasmus della ragazza.
- Nives Cervi (stagione 1-in corso), interpretato da Teresa Saponangelo. È una psicologa ed è l'ex moglie di Malinconico con cui ha ancora una frequentazione clandestina, pur avendo sposato Emilio, un architetto per avere la parvenza di una famiglia "perbene", che poi successivamente lascerà per tentare di rimettersi stabilmente con Vincenzo. Nella seconda stagione invece, per fare ingelosire Malinconico, inizia una relazione con Paolo Rogna, giovane istruttore di padel.
- Clelia Cusati (stagione 2-in corso), interpretata da Giulia Bevilacqua. È una giornalista d'assalto che si occupa di inchieste sui rifiuti. Chiede assistenza allo studio Calamita per un "inusuale" caso di stalking di cui si occuperà principalmente Vincenzo. Aiuterà l'avvocato nelle sue indagini sulla morte di Venere e finirà con innamorarsi di lui.

### Personaggi secondari
- Espedito Lenza (stagione 1-in corso), interpretato da Giovanni Ludeno. Vecchio amico di Vincenzo, soprannominato "Espe", che condivide con lui uno studio in affitto. Ragioniere (ma sulla targhetta ha fatto scrivere “Certified accountant”) è costretto a dormire in ufficio su un canotto da quando la moglie lo ha cacciato di casa per via della sua inguaribile passione per le donne. Assumerà poi la sua attuale fidanzata Gloria, come segretaria, per accontentare un suo amico che in verità si voleva sbarazzare della fidanzata. "Caccerà" Vincenzo dal loro ufficio quando quest'ultimo non vorrà dividere le spese dello stipendio di Gloria. Successivamente, verrà cacciato di casa da Gloria è costretto ad "Affittare" una macchina come casa e ufficio. Malinconico si offrirà di ospitarlo a casa sua ed "Espe" finirà con abusare dell'ospitalità e pazienza dell'amico. Aiuterà Alagia durante il parto.
- Benny La Calamita (stagione 1-in corso), interpretato da Luca Gallone. È un collega di Vincenzo con poca voglia di fare un lavoro che è stato costretto a fare per accontentare il padre avvocato. Nella seconda stagione Malinconico va a lavorare nel suo studio come associato.
- Alagia Malinconico (stagione 1-in corso), interpretata da Chiara Celotto. È la figlia nata dal primo matrimonio di Nives che ha con il padre Vincenzo un rapporto affettuosissimo, ma non lo chiama mai "papà". Nella seconda stagione torna a Salerno nella fase finale della sua gravidanza, andando a stare dal padre. Dopo essere stata a Friburgo, manifesta il desiderio di voler tornare a vivere in pianta stabile a Salerno, creando tensioni col marito, salvo poi  ripensarci dopo la nascita di suo figlio, che chiamerà Vincenzo in onore dell'amatissimo padre.
- Alfredo Malinconico (stagione 1-in corso), interpretato da Francesco Cavallo. È il figlio adolescente di Vincenzo e Nives. Aspirante documentarista, manifesta i segni di una sessualità non ancora definita, che Malinconico fatica a comprendere, creando più di una volta l’imbarazzo di certe strane situazioni.
- Assunta (stagione 1-in corso), interpretata da Lina Sastri. È la madre di Nives ed ex suocera di Vincenzo, con cui ha anche un legame di amicizia. Nella seconda stagione si sta curando da un tumore e come antidepressivo inizia a frequentare Mimmo, il suo oncologo.
- Ugo Maria Starace Tarallo (stagione 1), interpretato da Michele Placido. È un prestigioso e vanitoso avvocato "rivale" di Malinconico.
- Veronica Starace Tarallo (stagione 1), interpretato da Ana Caterina Morariu. È la moglie dell'avvocato Starace Tarallo che chiede a Malinconico di assisterla nella causa di divorzio. Sembra abbia sviluppato un'attrazione per Malinconico.
- Giustino Talento (stagione 1), interpretato da Giacomo Rizzo. È un vicino di casa di Malinconico che finirà nei guai dopo la scomparsa della compagna.
- Romolo Sesti Orfeo (stagione 1), interpretato da Gianfelice Imparato. È un assistito di Malinconico che cerca giustizia per la morte del figlio.
- Mister Fantasy (stagione 1-in corso), interpretato da Carlo Massarini. È l'amico immaginario di Malinconico. Carlo Massarini è un celebre giornalista musicale e conduttore del programma cult degli anni Ottanta, è l’amico immaginario di Vincenzo, che gli appare vestito proprio come quando conduceva il programma e sempre pronto a dispensare consigli che non sempre, però, saranno seguiti da Vincenzo.
- Pubblico Ministero Poveromo (stagione 1), interpretato da Nicola Di Pinto. È il l'avvocato che accuserà Domenico Fantasia e che poi seguirà là il caso dell'omicidio della figlia Brooke. È stato anche il titolare dell'inchiesta sulla morte del figlio dell'ingegnere Sesti Orfeo. Tutte le sue inchieste sono state "risolte" con l'aiuto di Malinconico.
- Domenico Fantasia (stagione 1), interpretato da Tony Laudadio. È un macellaio in odor di camorra che sarà il principale assistito di Malinconico prima della morte di sua Brooke.
- Brooke Fantasia (stagione 1), interpretata da Fabiola Balestriere. È la figlia di Domenico Fantasia. Presa in particolare simpatia da Vincenzo, motivo per il quale assumerà la difesa del padre.
- Avvocato La Calamita (stagione 1), interpretato da Gigi Savoia. È il padre di Benny, proprietario di uno degli studi più blasonati della città. Si intuisce nella seconda stagione che sia deceduto nell'intervallo tra le due stagioni, visto che adesso il suo studio è passato al figlio Benny.
- Gaetano Picciafuoco (stagione 1), interpretato da Pino Calabrese. È un collega di Malinconico, conosciuto anche col soprannome di "bellachioma". Successivamente seguirà la causa di Domenico Fantasia quando quest'ultimo revocherà il mandato a Malinconico. Usa spesso dei "latinismi".
- Mattia (stagione 1-2), interpretato da Angelo Spagnoletti (st.1) Roberto Cacciopoli (st.2). È il fidanzato di Alagia, con il quale si sposerà alla fine della stagione dopo che la ragazza ha scoperto di aspettare un bambino da lui. I due si trasferiranno a Friburgo, dove lui ha ottenuto un prestigioso incarico universitario. Tornerà dalla Germania quando lei sta partorendo. Viene soprannominato da Vincenzo "Heidegger", filosofo tanto caro a Mattia e oggetto dei suoi studi.
- Emilio (stagione 1), interpretato da Marco Mario de Notaris. È il nuovo marito di Nives, poco stimato dal resto della famiglia e consapevole che la moglie è ancora attratta dall'ex marito. Cercherà in tutti i modi di "occupare" il posto di Vincenzo, senza successo. Nives gli chiederà poi di andarsene di casa e presumibilmente il divorzio.
- Giudice Pestalocchi (stagione 1), interpretato da Emanuele Valenti. Ex avvocato, e attualmente Giudice di Pace, posizione che sfrutta principalmente per umiliare i suoi ex colleghi. Per via della cattiva fama, sarò oggetto di scherzi, anche molto pesanti, da parte di Benny la Calamita.
- Dylan Capuano (stagione 1), interpretato da Alessandro Orrei. È il ragazzo di Brooke, viene da una famiglia benestante e dipendente dalle scommesse e dalla cocaina
- Yvonne Capuano (stagione 1), interpretata da Paola Francesca Frasca. È la sorella di Dylan Capuano, fidanzato di Brooke Fantasia.
- Giovannino "Teicheué" Mautone (stagione 1), interpretato da Giacomo Fariello. È un delinquente che si arricchisce tramite le scommesse di match di lotta clandestini, oltre a gestire in giro di estorsioni e spaccio.
- Agente di Polizia Penitenziaria (stagione 1), interpretato da Teodoro Grimaldi. È l'agente responsabile delle celle all'interno del tribunale, molto socievole, simpatico e sempre disponibile con Avvocati e Imputati. Gli viene affidato nelle celle il camorrista Domenico Fantasia, detto "Mimì 'o burzon".
- La truccatrice (stagione 1), interpretata da Claudia Delli Noci. È la truccatrice di Avvocato Malinconico nello studio televisivo che intraprende con l'avvocato un simpatico scambio di opinioni riguardo ad un personaggio televisivo noto.
- Venere D'Asporto (stagione 2) interpretata da Carolina Rapilo. È una prostituta che chiede aiuto a Malinconico dopo un blitz dalla polizia. Chiederà poi a Vincenzo di assisterla come legale per non perdere l'affidamento della figlia Gioia. Verrà poi assunta come segretaria da Nives, e pochi giorni dopo, viene trovata morta. Risolvere il mistero della sua morte sarà la priorità di Malinconico durante la seconda stagione.
- Addolorata (stagione 2), interpretata da Paola Minaccioni. È la segretaria di Benny La Calamita, e prima ancora del padre di quest'ultimo. È la memoria storica dello studio.
- Fareed (stagione 1-2), interpretato da Abdul Cisse. È un amico del figlio di Malinconico e a quanto pare anche interesse amoroso. Dopo che i due si trasferiscono a Roma, lascerà Alfredo per Silvia, la ragazza che gli affittava casa. Nella seconda stagione sarà coinvolto nell’omicidio del santone Della Vergine.
- Silvia (stagione 1-2), interpretata da Chiara De Silva. È colei che inizialmente affitterà casa sua ad Alfredo e Fareed, con il quale poi si metterà insieme.
- Sergio Cardinale (stagione 2), interpretato da Simone Colombari. È un imprenditore che ha a che fare con la morte di Venere.
- Guido Ranucci (stagione 2), interpretato da Marco Leonardi. È il magistrato titolare del caso della morte di Venere.
- Raffaele D’Aniello detto Joker (stagione 2), interpretato da Diego Riace. È l’uomo che è stato assoldato per bloccare Malinconico fino a quando viene arrestato dopo averlo accoltellato.
- Paolo Rogna (stagione 2), interpretato da Edoardo Purgatori. È la nuova fiamma di Nives con cui è uscita principalmente per suscitare le gelosie dell'ex marito; è un istruttore di padel e chitarrista jazz.
- Giuseppe Gargiulo (stagione 2), interpretato da Fabrizio Sabatucci. È il PM che si occupa del caso di Laura Carbone.
- Alvise Sorgi (stagione 2), interpretato da Biagio Musella. È lo stalker di Clelia.
- Laura Carbone (stagione 2), interpretato da Anna Ammirati. Ex tossica accusata dell'omicidio di Bartolo Cangemi, titolare di uno stabilimento balneare presso cui lavorava.
- Marco Tardelli (stagione 1-2), interpretato da Ivan Castiglione. Commissario di polizia, omonimo del famoso calciatore. È il responsabile delle indagini sulla scomparsa della compagna di Giustino Talento nella prima stagione. Comparirà anche nella seconda stagione, coinvolto nelle indagini sull'omicidio di Venere. Sarà lui ad arrestare il PM Ranucci.
- Maddalena Ferrari (stagione 2), interpretata da Raffaella Rea. È la PM che indaga sul caso del santone ucciso.
- Mimmo (stagione 2), interpretato da Gabriele Greco. È l’oncologo di Assunta che diventa il suo “antidepressivo”.
- Agostino Della Vergine (stagione 2), interpretato da Angelo Curti. È il santone che viene misteriosamente ucciso.
- Antonella Gentile (stagione 2), interpretata da Matilde Diana. È un’amica d’infanzia di Venere che ha avuto a che fare con Sergio Cardinale.
- Ega (stagione 2), interpretato da Liliana Fiorelli. È un’attrice teatrale e amica di Clelia che chiede aiuto a Malinconico e a La Calamita.
- Madre di Venere (stagione 2), interpretata da Chiara Cavalieri.
- Madre di Fareed (stagione 2), interpretata da Autilia Ranieri.
- Zia di Fareed (stagione 2), interpretata da Marialuce Bianchi.
- Moglie di Della Vergine (stagione 2), interpretata da Fabiola Biancospino.
- Sorella di Della Vergine (stagione 2), interpretata da Luciana Zazzera.

## Produzione
La serie è diretta da Alessandro Angelini nella prima stagione e da Luca Miniero nella seconda stagione ed è prodotta da Rai Fiction e Viola Film.
Dalla serie nel 2025 viene tratto uno spettacolo teatrale dal titolo Malinconico - moderatamente felice, di e con Massimiliano Gallo, e con le canzoni originali di Joe Barbieri. Nel giugno di quell'anno il protagonista Massimiliano Gallo ha confermato che ci sarà una terza stagione, prevista per il 2026.

### Presentazione
La prima stagione è stata presentata, in anteprima mondiale, al Festival della televisione di Monte Carlo, mentre la prima serata è stata presentata in anteprima nazionale al Teatro Kursaal Santalucia di Bari il 6 ottobre 2022, mentre la conferenza stampa si è svolta a Roma il 10 ottobre.

### Rinnovo
Dopo il termine della prima stagione, la serie è stata confermata per una seconda stagione.

### Riprese
Le riprese della prima stagione sono state effettuate dal 20 maggio al 15 ottobre 2021 tra Salerno (il Tribunale, la stazione marittima, la Villa comunale, il Palazzo Sant'Agostino, il Palazzo Genovese, il chiostro del Duomo, il lungomare cittadino e il centro storico), la costiera amalfitana (Cetara e Vietri sul Mare), Cava de' Tirreni, Nocera Inferiore, Nocera Superiore e Roma. Le riprese della seconda stagione sono state effettuate nell'ottobre del 2023 e sono terminate due mesi più tardi sempre nella provincia di Salerno.

## Distribuzione
La serie va in onda in prima serata su Rai 1 dal 20 ottobre 2022: la prima stagione è stata trasmessa dal 20 ottobre al 10 novembre 2022, mentre la seconda stagione è stata trasmessa dal 1º al 16 dicembre 2024.

## Riconoscimenti
- Festival della televisione di Monte Carlo
  - 2022 – Candidatura alla Ninfa d'Oro alla miglior serie TV[21]
- Italian Global Series Festival
  - 2025 – Candidatura alla miglior serie drama[22]